# Parambassis alleni
Parambassis alleni är en fiskart som först beskrevs av T.K. Datta och Chaudhuri, 1993.  Parambassis alleni ingår i släktet Parambassis och familjen Ambassidae. Inga underarter finns listade i Catalogue of Life.